# 深泥正
深泥 正（みぞろ ただし）は日本のゲームの原画家・イラストレーター。

## 作品
2004年
- シール・プリンセス 〜お姫様は封印中〜
- 人妻コスプレ妄想

2005年
- 淫獄の麗姫(麗姫奴隷闘技)
- お姫様は特訓中!!2 〜受け継がれし性なる魔術〜
- 巨乳姉妹教師 〜淫欲の人妻調教〜
- 巨乳妻奴隷日記
- 女医奴隷病棟

2006年
- いじケア 〜ノエルくんのご奉仕日記〜
- 密室の若妻調教 〜凌辱管理人〜(密室の人妻調教 〜管理人の凌辱日記〜)

2007年
- 麗しの生徒会長は輪姦奴隷(性奴会長 〜麗しのお嬢様の輪姦地獄生活〜)
- おいしい魔法のとなえかた。
- 幼馴染のお姉ちゃんは専属メイド! 〜夏休み同棲生活〜
- セレブ子持ち妻淫猥調教 〜凌辱管理人〜
- 孕女 〜俺はこの学園で復讐を成し遂げる〜

2008年
- インチキ霊媒師
- 恋妻びより 〜由希乃さんは人妻管理人〜

2009年
- お姉ちゃん10人に甘えて癒され! Norn姉キャラベスト 〜好きなだけ出してね! い〜ぱい可愛がってあげる♪〜
- おねえさんと甘エロミルク喫茶 〜搾って飲んで中出ししてね〜
- なつドキ!ハーレム 〜親せき宅での悩める受験勉強〜

2010年
- 裸の王様

2011年
- 巨乳ファンタジー外伝
- 肉壺姉妹
- 双子母

2012年
- 巨乳ファンタジー2

2013年
- 巨乳ファンタジー外伝2
- 電車内でなう。

2014年
- 巨乳ファンタジー2 if
- 淑母の疼き 〜人妻、未亡人の熟れた身体と甘い吐息〜

2015年
- KISS×1000 昔、KISS部というサークルがありました
- 巨乳ファンタジー デジタルノベライズ版
- 巨乳ファンタジー3
- 淑母の疼き2 〜熟れた人妻から漂う“女”の色香〜

2016年
- 巨乳ファンタジー外伝2 after -オスタシアの野望-
- 修羅の痴漢道

2017年
- 隣人に壊されていく俺の妻
- 巨乳ファンタジー3if

2018年
- 親友が気づかぬ内に彼女を寝取るボク
- 家属 ～母と姉妹の嬌声～

2019年
- いかにして俺の妻は孕んだか……
- 巨乳ファンタジー 10th Anniversary Box
- サンタがいるって信じてる？

2021年
- 催淫サロン ～夫の知らぬ間に孕ませリベンジされる妻～
- 巨乳ファンタジー4 -修道士アストル-[1]